# Mateo Lisón y Viedma
Mateo Lisón y Viedma (Granada último tercio del siglo XVI, - Granada 1641) fue un noble español, escritor de obras políticas y económicas encuadrado en el denominado movimiento arbitrista.
Mateo Lisón era hijo de Francisco Lisón y Saorín y Luisa de Viedma, que había comprado el cortijo de Algarinejo en 1599, alrededor del cual inició una actividad emprendedora. En 1613, Mateo heredó las tierras de su padre y compró a la Corona la jurisdicción de las tierra de Algarinejo, ampliando sus propiedades en años posteriores, hasta convertirse en Señor de Algarinejo. Contrajo matrimonio en tres ocasiones, de los que tuvo cinco hijos, con los que logró incrementar su patrimonio económico y su prestigio social. Siempre se mostró a favor de la iniciativa empresarial y en contra de las denominadas manos muertas, defendiendo el desarrollo económico a través del trabajo. El ascenso social de su familia se culminó a finales del siglo XVII, cuando uno de sus herederos Juan Fernández de Córdoba y Lisón compró por 16.000 ducados el título de Marqués de Algarinejo.
En 1601 fue normbrado regidor del Cabildo de Granada. En 1621 fue designado como procurador de la ciudad en las primeras Cortes convocadas después de la muerte del rey Felipe III. En estas puso de manifiesto problemas del país como la despoblación, las importaciones excesivas, las manos muertas o los elevados gastos del reino. Temas que fueron comunes a todos los arbitristas. Su oposición a los planes de Felipe IV, le valieron el enfrentamiento con el conde duque de Olivares, que le llevó al destierro a sus tierras de Algarinejo en 1627.
Escribió varias obras de carácter político, entre los que destacan memoriales al Rey, en los que expone los principales problemas del Reino y sus recomendaciones de solución. También publicó un conjunto de obras satíricas, entre los que destaca El tapaboca que azotan. Respuesta del Bachiller Ignorante, al Chitón de las Tarauillas, que hicieron los Licenciados Todo se sabe, y Todo lo sabe. Dirigida a las Excelentíssimas Señoraa la Razón, la Prudencia y la Iusticia, escrita con el seudónimo de Licenciado todo se sabe, en respuesta a El chitón de las tarabillas, escrito por Francisco de Quevedo en 1630, en defensa del Conde Duque de Olivares.

## Matrimonios y descendencia
Contrajo tres matrimonios con:
- María de Contreras Gutiérrez de Contreras. Con quien tuvo a: 
  - Mariana de Lisón Contreras, quien contrajo matrimonio con Luis Gabriel Fernández de Córdoba Bustamante y tuvieron a Juan Antonio Fernández de Córdoba Lisón Contreras, que pasaría a ser, tras la muerte de su tío Jesús Manuel, IV señor de Algarinejo y, desde 1689, I marqués de Algarinejo.
- Baltasara de Valenzuela. Con quien tuvo a: 
  - Francisca Manuela, casada con Francisco Díaz de Morales.
- Catalina de Carvajal de la Cueva. Con quien tuvo a: 
  - Jesús Manuel de Lisón Carvajal, que heredó el señorío y pasó a ser III señor de Algarinejo.